# Distrito administrativo de Interlaken-Oberhasli
El Distrito administrativo de Interlaken-Oberhasli (en alemán Verwaltungskreis Interlaken-Oberhasli) es uno de los diez nuevos distritos administrativos del cantón de Berna. Tiene una superficie de 1232 km². La capital del distrito es Interlaken.
Formado en 2010 de la fusión del distrito de Interlaken y el distrito de Oberhasli, hace parte de la región administrativa del Oberland.

## Geografía
Situado en parte en la región conocida como Oberland bernés, la región alpina del cantón de Berna, en cercanías al área de influencia de la ciudad de Thun. El distrito comprende parte del lago de Thun y todo el lago de Brienz.
El distrito de Interlaken-Oberhasli limita al norte con los distritos de Emmental y Entlebuch (LU) y el cantón de Obwalden, al este con los cantones Nidwalden, Obwalden (Engelberg) y Uri, al sureste con el distrito de Goms (VS), al sur con el de Raroña occidental (VS), al oeste con el de Frutigen-Niedersimmental, y al noroeste con el de Thun.

## Comunas
| Distrito administrativo de Interlaken-Oberhasli | Distrito administrativo de Interlaken-Oberhasli | Distrito administrativo de Interlaken-Oberhasli |
| Comunas                                         | Población (31.12.2014)                          | Superficie km²                                  |
| ----------------------------------------------- | ----------------------------------------------- | ----------------------------------------------- |
| Beatenberg                                      | 1184                                            | 29.2                                            |
| Bönigen                                         | 2524                                            | 15.1                                            |
| Brienz                                          | 3073                                            | 48.0                                            |
| Brienzwiler                                     | 478                                             | 17.6                                            |
| Därligen                                        | 408                                             | 6.9                                             |
| Grindelwald                                     | 3736                                            | 171.1                                           |
| Gsteigwiler                                     | 406                                             | 7.0                                             |
| Gündlischwand                                   | 339                                             | 16.9                                            |
| Guttannen                                       | 306                                             | 200.7                                           |
| Habkern                                         | 660                                             | 51.1                                            |
| Hasliberg                                       | 1162                                            | 41.7                                            |
| Hofstetten bei Brienz                           | 535                                             | 8.7                                             |
| Innertkirchen                                   | 1069                                            | 236.40                                          |
| Interlaken                                      | 5683                                            | 4.4                                             |
| Iseltwald                                       | 434                                             | 21.9                                            |
| Lauterbrunnen                                   | 2455                                            | 164.4                                           |
| Leissigen                                       | 976                                             | 10.4                                            |
| Lütschental                                     | 226                                             | 12.4                                            |
| Matten bei Interlaken                           | 3833                                            | 6.0                                             |
| Meiringen                                       | 4669                                            | 40.7                                            |
| Niederried bei Interlaken                       | 362                                             | 6.8                                             |
| Oberried am Brienzersee                         | 457                                             | 20.0                                            |
| Ringgenberg                                     | 2624                                            | 8.7                                             |
| Saxeten                                         | 2624                                            | 19.2                                            |
| Schattenhalb                                    | 584                                             | 31.5                                            |
| Schwanden bei Brienz                            | 589                                             | 7.1                                             |
| Unterseen                                       | 5691                                            | 14.1                                            |
| Wilderswil                                      | 2596                                            | 13.5                                            |
| Total (28)                                      | 47 155                                          | 1231.5                                          |

### Cambios

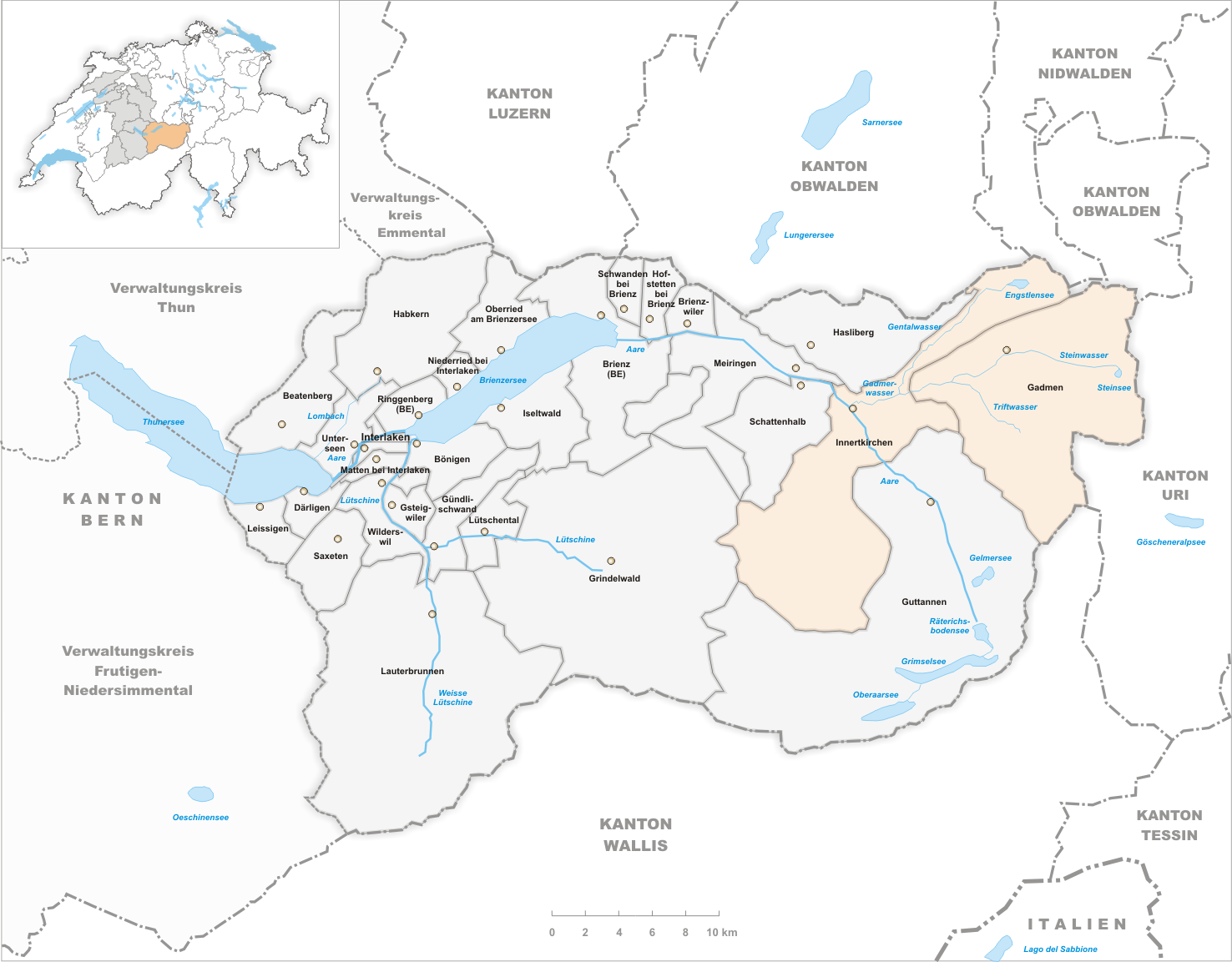
Comunas hasta 2013

### Fusiones
- 2014: Gadmen e Innertkirchen  →  Innertkirchen